# 선불카드
선불카드(先拂card, prepaid card)는 해당 카드에 연결된 가상계좌에 돈을 입금하여 카드를 충전한 후, 충전금액만큼 신용카드 가맹점에서 사용할 수 있는 카드를 말한다.
돈을 먼저 입금한 후 입금액만큼 사용한다는 점에서 체크카드나 직불카드와 유사하지만 선불카드는 은행의 요구불계좌와 직접 연결되어 있지 않고, 선불카드 전용 가상계좌가 별도로 생성된다는 점에서 다르다. 또한 해당 가상계좌는 특정 은행만 발행하는 경우가 많아, 다른 은행에서 송금했을 때 계좌이체 수수료가 발생할 수 있다. 스마트폰이 널리 보급된 2010년대 후반에 들어서는 단순히 지정된 가상계좌 입금 방식 대신, 특정 선불카드용 앱에 카드와 충전 계좌를 등록한 후 앱에서 충전하는 방식으로 변화하고 있다. 따라서 선불카드마다 연결 및 충전하는 앱이 가지각색으로 있다. 또한 신용카드 결제망을 이용하여 승인시 서명을 통하기 때문에, 직불카드와는 다르다.
따라서 통장이 있는 사람이라면 체크카드가 선불카드보다 더 편리하기 때문에, 카드사에서는 선불카드에 체크카드보다 더 많은 부가서비스를 제공하려고 노력하지만 포인트가 일절 적립이 되지 않는 경우도 있다.
선불카드도 체크카드와 마찬가지로 소득공제가 가능하다.
선불카드는 대부분 국내전용으로 나오기 때문에 해외 결제가 불가능하며, 해외 결제가 가능한 것은 "외화 선불카드"다. 외화 선불카드는 대부분 외화로만 충전해서 결제할 수 있고 원화 결제는 지원하지 않았지만, 트래블월렛같이 런칭 초기에는 외화 결제만 지원하다가 원화 결제 기능을 나중에 추가한 경우도 있다. 외화 선불카드가 출시된 초기에는 은행에서 발행했는데, 신한은행, 하나은행, SC제일은행에서 각 외화 금액을 충전한 후 해외 현지 오프라인 혹은 해외 온라인 사이트에서 이용하는 외화 선불카드(캐시 패스포트, 글로벌페이 스마트카드, 신한 글로벌 멀티카드)를 마스터카드 계열사인 Mastercard Prepaid Management Services Limited와 제휴해서 발행했으나 현재는 세 곳 모두 외화 선불카드의 신규 발급이 중단됐다. 스마트폰이 널리 보급된 후에는 전술했듯이 외화 선불카드도 전용 앱을 통하여 충전하는 방식으로 변화하고 있으며, 발행사들마다 외화를 충전하는 앱이 가지각색이다.
대부분의 선불카드에는 앞면에 IC칩이 없으며, IC칩이 장착된 선불카드는 2010년대 후반에 들어서야 조금씩 늘어나고 있다. 2018년부터 발행하고 있는 카카오페이 카드나 코나카드 등은 거의 IC칩이 달려서 발행되며, 외화 선불카드는 100% IC칩이 달려서 나온다.
지역화폐도 충전 및 결제하는 과정은 선불카드와 맥락이 같다. 단지 지역화폐를 발행한 지자체 관내에서만 사용처가 제한된다는 점만 다르다.

## 발급사

### 금융기관
대한민국에서는 현재 하나카드 핀크, 비씨카드(카카오페이 카드, 코나카드)에서 발행하고 있는 선불카드 중에, 전국에서 최초로, 인천광역시청 주관에 의해, 지역 경제 활성화의 일환으로 추진된 인천광역시의 스마트 IC 지역화폐인 '인천 e음카드'가 2019년에 첫 선을 보였다.
더욱이, 부산광역시의 스마트 IC 화폐인 동백전 카드의 경우, 부산 시내 IC 결제 가맹점에서 현금처럼 사용 가능한 선불카드 형태의 지역화폐이므로, 하나카드의 전산 시스템을 사용한다.

### 비금융기관
한국도로공사에서 발매하는 마그네틱형 하이패스 카드는 휴게소 안내소에서 구입가능하며, 현금이나 신용카드로 일정금액만큼의 선불금을 내고 구입하고 그것을 고속도로 통행에 따른 사용료로 지불하는 데 사용가능하며 이것 역시 선불카드라고 부른다. 현금보다 짧은 시간에 정산이 가능하고 다른 사람에게 쉽게 전해줄 수 있다는 장점때문에 많이 사용되고 있다.
와이어바알리 글로벌 카드는 원하는 시점에 총 54개 해외 통화를 실시간 환율로 충전하여 사용할 수 있는 해외전용 간편결제 선불카드이다. 해외 현지의 비자카드 가맹점과 해외 직구 사이트에서 편리하게 결제가 가능하며, 해외 현지의 Visa ATM에서 출금도 가능하다.

## 주요 실적
- 인천광역시 e음카드
- 경기도 지역화폐
- 부산광역시 동백전카드

## 같이 보기
- 신용카드
- 직불카드
- 체크카드
- 현금카드
- 기프트카드